# Gorenje Zabukovje
Gorenje Zabukovje je naselje v Občini Mokronog - Trebelno.